# Televapen
Televapen är en svensk förbandstyp för taktisk signalspaning och elektronisk krigföring. I krigsorganisationen är ett televapenkompani en resurs på divisionsnivå, men kan även underställas en brigadchef.
Förbandet utbildas i fredstid vid telekrigsbataljon på Ledningsregementet, LedR, i Enköping. Bataljonen har på grund av sina uppgifter föga gemensamt med signaltruppernas övriga förbandstyper. 

## Internationella uppdrag
Samarbete med andra underrättelseförband har skett, exempelvis med UAV- och spaningsförband från Livregementets husarer (K 3) i Karlsborg under de internationella övningarna Battle Griffin (Norge, 2005) och Cold Response (Norge, 2006). Sådan integrerad underrättelseinhämtning inom ramen för så kallade ISTAR-förband kommer troligen att bli en allt vanligare uppgift för televapenförband i takt med Försvarsmaktens ökade fokus på internationella insatser.
Förband baserade på televapenförbandet förekommer i Försvarsmaktens internationella insatser. Ledningsregementet uppger att en telekrigstropp ska tjänstgöra i Afghanistan och en annan stå i beredskap för tjänstgöring inom Nordic Battlegroup.

## Utrustning
Den 13 september 2006 överlämnades de första delarna av televapensystem 06 till Försvarsmakten. Detta innebär att det tidigare systemet, televapensystem 80, avvecklas. Det nya systemet är bl.a. baserad på montage i pansarterrängbil 203.